# Carlo Del Teglio

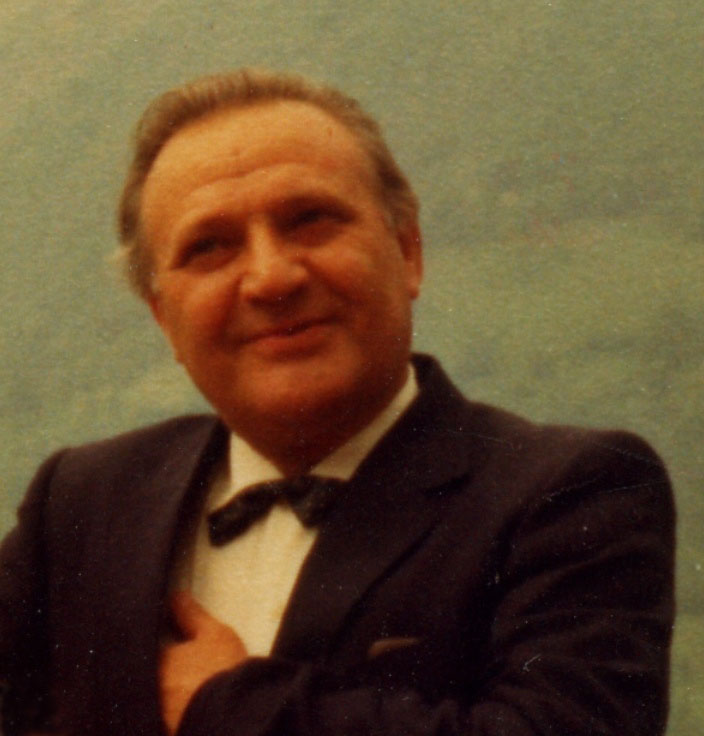
Carlo Del Teglio

Carlo Del Teglio (Premana, 1º ottobre 1926 – Lecco, 5 gennaio 1988) è stato un poeta italiano.

## Biografia
Nasce a Premana in Alta Valsassina da Antonio Codega (cognome che il poeta cambierà in Del Teglio nel 1952) e da Giulia Gianola.
Terminate le scuole elementari, Carlo frequenta il ginnasio presso i Padri del Pime di Milano, che dovrà interrompere subito a causa dello scoppio della guerra. Dall'aprile '44 all'aprile '45, prenderà parte alle operazioni di guerra in montagna in qualità di partigiano volontario nella "Formazione Rosselli". Riprende gli studi alla fine del conflitto e alle soglie degli anni cinquanta conseguirà il Diploma di maestro elementare.
Nell'aprile del '57 conseguirà la laurea in Belle Lettere a Milano con una tesi su Paolo Rolli, un poeta arcadico settecentesco. Trasferitosi successivamente a Lecco, inizia l'attività di insegnamento di lettere e storia nelle scuole statali di istruzione secondaria.
Sempre agli anni cinquanta risalgono le sue prime pubblicazioni in versi che risentiranno molto degli influssi dei crepuscolari e dei decadenti Pascoli e D'Annunzio; talvolta è stato notato il sentimento del contatto con la natura o del contrasto natura-cultura.
Dagli anni sessanta in poi, collaborerà attivamente a diversi periodici e riviste nazionali e alle rubriche letterarie e culturali della Radio della Svizzera Italiana.
Un gruppo di sue poesie sono state accolte nell'"Almanacco dello Specchio" di Arnoldo Mondadori Editore per il 1985.
All'indomani della morte, viene esposta nel Museo Etnografico di Premana una bacheca alla sua memoria, dove sono custoditi, accanto alle sue opere, anche diplomi, targhe e medaglie.
Nel 2002 viene fondato a Lecco il Premio Nazionale di Poesia "Carlo Del Teglio".
Nel 2012 viene pubblicato postumo, a cura di Giuseppe Leone, Il ricamo della regina, un racconto storico inedito ambientato al tempo della Rivoluzione francese. Nel 2014 viene pubblicata l'opera poetica omnia di Carlo Del Teglio, con il titolo di Tutte le poesie.

## Opere principali

### Poesia
- I canti del mio lago, Milano, M. Gastaldi, 1954 (opera prima).
- L'ospite meraviglioso. Poesie, Lecco, E. Bartolozzi, 1957.
- Concerto d'autunno, Parma, Guanda, 1964.
- Sulle rive del tempo. Poesie, Milano, Mondo Letterario, 1968.
- Poliritmi e suites, Lecco, Edizioni Lariane, 1971.
- Abbagli terrestri, Milano, Pan, 1974.
- Le profonde radici, Prefazione di Carlo Saggio, Como, Edizione della rivista Como, 1974.
- Il fabbro e la fortuna, Lecco, Edizioni Lariane, 1978.
- Bosco d'inverno. Poesie (1974-1979), Besana Brianza, Edizioni GR, 1980.
- Canti celtici. Poesie (1979-1982), Besana Brianza, Edizioni GR, 1982.
- Il guerriero e l'eremita. Leggenda valsassinese del sec. XII, Lecco, Grafiche F.lli Maggioni, 1983.
- Poesie, in «Almanacco dello specchio», 12/1985.
- Leucensia. Prose fra lago e monte (1958-1983), Lecco, C.B.R.S., 1985.[7]
- Il ricamo della Regina, racconto storico, su Historia, Milano, Febbraio 1986, pp.12-22.
- Vita in provincia. Poesie, Bologna, Cappelli, 1987.
- Il ricamo della regina, a cura di Giuseppe Leone, Lecco, P. Cattaneo, 2012.
- Tutte le poesie, a cura di Giuseppe Leone, con un saggio critico-musicale di Roberto Zambonini, Lecco, Il Melabò, 2014.

### Altre pubblicazioni
- Carlo Del Teglio, L'opera postuma di Antonia Pozzi poetessa d'Italia, in «Lecco», rivista di cultura e turismo, XIII (1954), n. 1.
- Fausto Valsecchi, Versi e novelle (1890-1914), a cura di Carlo Del Teglio, Lecco, E. Bartolozzi, 1966.
- A. Bonora, a cura di Carlo Del Teglio, Oggiono, P. Cattaneo, 1980.
- Carlo Del Teglio, Leonardo viaggiatore in Valsassina, Lecco, Associazione G. Bovara, Tipografia editrice Beretta, 1982  (estr. da «Archivi di Lecco», luglio-settembre 1982).
- Carlo Del Teglio, Il grado e la qualità della cultura popolare nei decenni postunitari presso le popolazioni a oriente del Lario, in Arte, letteratura società. La provincia di Como dal 1861 al 1914, a cura di Luciano Caramel, Milano, Mazzotta, 1988, pp. 61-78.
- Carlo Del Teglio, La figura e l'opera di un artista della nostra terra: Giambattista Todeschini, Lecco, Associazione G. Bovara, 1987 ( estr. da «Archivi di Lecco», luglio-settembre 1986).
- Francesco Sacchi, Canto corale premanese. Repertorio tradizionale, Saggio introduttivo di Carlo Del Teglio, Lecco, Editrice Lecchese, 1986.
- Carlo Del Teglio, Artisti della nostra terra. Giancarlo Vitali e i personaggi, l'umanità, la vita del suo borgo lacustre, Lecco, Associazione G. Bovara, 1987 (estr. da «Archivi di Lecco», gennaio-marzo 1987).